# Roda Antar
Roda Antar (in arabo رضا عنتر‎?; Freetown, 12 settembre 1980) è un allenatore di calcio ed ex calciatore libanese, di ruolo centrocampista.

## Palmarès

### Club

#### Competizioni nazionali

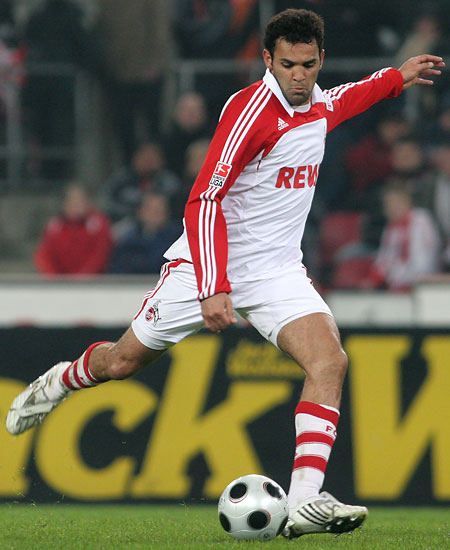
Antar in azione con il in una partita di Bundesliga contro il.

- Coppa di Lega tedesca: 1

Amburgo: 2003
- Campionato cinese: 1

Shandong Luneng: 2010